# Habenaria rosulifolia
Habenaria rosulifolia là một loài thực vật có hoa trong họ Lan. Loài này được Espejo & López-Ferr. mô tả khoa học đầu tiên năm 2000.